# Santa Brígida (Spanje)
Santa Brígida is een plaats en gemeente in de Spaanse provincie Las Palmas in de regio Canarische Eilanden met een oppervlakte van 24 km². Santa Brígida telt 18.437 inwoners (1 januari 2016). De gemeente ligt op het eiland Gran Canaria. Behalve de gelijknamige plaats liggen in gemeente nog een aantal andere dorpskernen waaronder Pino Santo, een van de plaatsen in de gemeente waar grotwoningen te vinden zijn.
In het gebied zijn meerdere archeologische vindplaatsen met onder andere uit de rotsen gehouwen grotwoningen en graanschuren te vinden. Het grote historische belang van deze streek heeft ertoe geleid dat deze als cultureel erfgoed is aangewezen.
De Pico de Bandama is een dode vulkaan die door veel toeristen bezocht wordt. Vanaf de bergen eromheen zijn er mooie uitzichten in de krater waarvan de vormen erg duidelijk zichtbaar zijn in het landschap.

## Demografische ontwikkeling
Bron: INE; 1857-2011: volkstellingen

## Geboren in Santa Brígida
- Pedro Suárez (1908-1979), Spaans-Argentijns voetballer

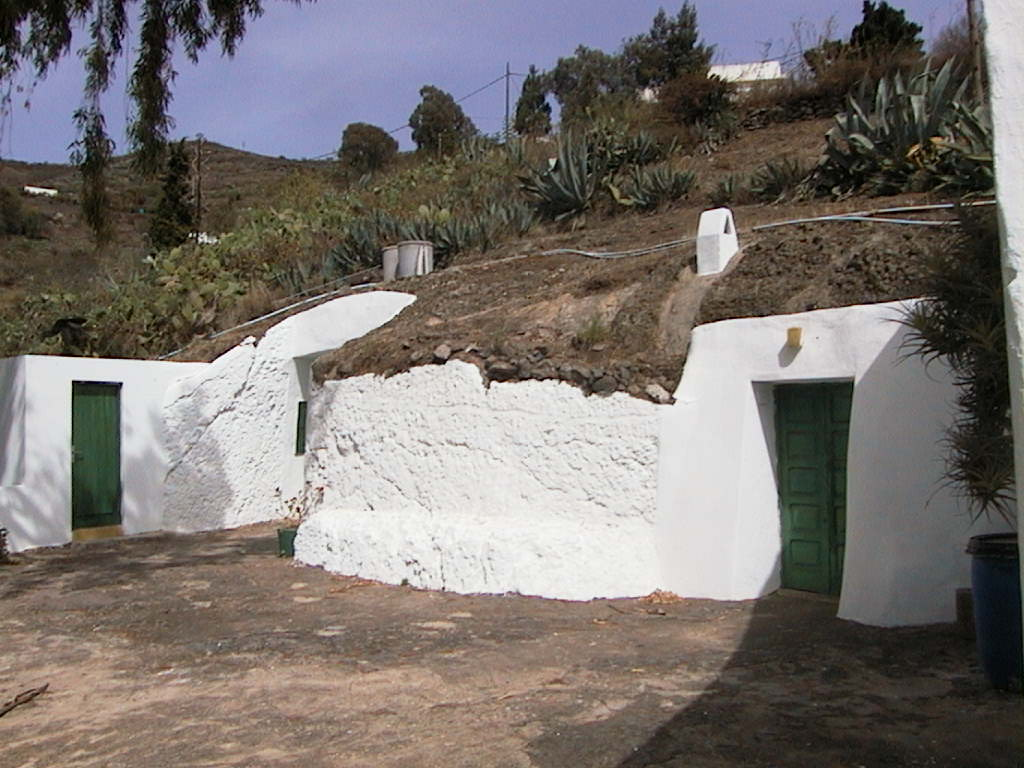
Grotwoningen in in Pino Santo, Santa Brígida.

Hoofdstad: Las Palmas de Gran Canaria

Gemeenten / gemeentelijke hoofdsteden: Agaete · Agüimes · Artenara · Arucas · Firgas · Gáldar · Ingenio · La Aldea de San Nicolás · Mogán · Moya · San Bartolomé de Tirajana · Santa Brígida · Santa Lucía de Tirajana · Santa María de Guía de Gran Canaria · Tejeda · Telde · Teror · Valleseco · Valsequillo de Gran Canaria · Vega de San Mateo

Overige plaatsen: Arguineguín · Fataga · Maspalomas · Playa del Inglés · Puerto de las Nieves · Puerto de Mogán · Puerto Rico · San Agustín